# Annette Bening
Annette Francine Bening (ur. 29 maja 1958 w Topece) – amerykańska aktorka filmowa i teatralna.

## Życiorys
Jest najmłodsza z czworga dzieci Arnetta Granta Beninga (ur. 1926) i Shirley Bening (ur. 1930). Ma siostrę Jane (ur. 1953) i dwóch braci – Bradleya (ur. 1955) i Byrona (ur. 1957). Jej ojciec pracował dla towarzystwa ubezpieczeniowego. W 1959 roku rodzina przeniosła się do Wichita, w stanie Kansas, gdzie Annette spędziła wczesne dzieciństwo. W 1965 jej ojciec podjął pracę w San Diego, w stanie Kalifornia. Tam wystąpiła w szkolnym przedstawieniu Dźwięki muzyki i rozpoczęła naukę dramatu w szkole średniej Patrick Henry High School.
Potem spędziła rok pracując jako kucharz na statku na Oceanie Spokojnym i nurkując dla rozrywki. Następnie uczęszczała do San Diego Mesa College. Po ukończeniu Uniwersytetu Stanowego w San Francisco, na wydziale sztuk teatralnych, związała się z American Conservatory Theater, występując w klasycznym repertuarze szekspirowskim (np. Makbecie).
W 1987 zadebiutowała na scenie Broadwayu rolą Holly Dancer w sztuce Przybrzeżne zaniepokojenie (Coastal Disturbances). I, choć odniosła niebywały sukces i była wychwalana przez krytykę teatralną, rozpoczęła karierę filmową.
Jej pierwsza rola kinowa seksualnie sfrustrowanej żony w komedii Na łonie natury (The Great Outdoors, 1988) przeszła bez echa. Zwróciła na siebie uwagę dopiero jako markiza de Merteuil, bezwzględna manipulatorka w filmie Valmont (1989) Miloša Formana. W czarnej komedii Naciągacze (The Grifters, 1990) zagrała nominowaną do Oscara postać prostytutki. Drugą nominację do Nagrody Akademii Filmowej za najlepszą rolę drugoplanową przyniosła jej rola żony i wyrachowanej pośredniczki w handlu nieruchomościami w filmie American Beauty (1999). Wyróżniała się swoim talentem w filmach: Czarna lista Hollywood (Guilty by Suspicion, 1991) z Robertem De Niro, Odnaleźć siebie (Regarding Henry, 1991) u boku Harrisona Forda, Miłość w Białym Domu (The American President, 1995) z Michaelem Douglasem, gdzie zdobyła nominację do Złotego Globu, Ryszard III (Richard III, 1995) jako królowa Elżbieta, Marsjanie atakują (Mars Attacks!, 1996) oraz Stan oblężenia (The Siege, 1998).
Miała zagrać rolę Tess Coleman w filmie Zakręcony piątek, jednak w ostatniej chwili wycofała się z projektu. W postać wcieliła się Jamie Lee Curtis.
Przewodniczyła jury konkursu głównego na 74. MFF w Wenecji.

## Życie prywatne
W latach 1984–1991 jej pierwszym mężem był choreograf J. Steven White, który w 1985 przeniósł się do Denver, w stanie Kolorado, na Festiwal Szekspirowski w Boulder.
Swojego drugiego męża Warrena Beatty poznała na planie filmu Bugsy (1991), w którym zagrała Virginię Hill, dziewczynę tytułowego gangstera i za którą została nominowana do Złotego Globu. Trzy lata potem ponownie zagrali razem w melodramacie Przygoda miłosna (Love Affair, 1994). Wzięli ślub w 1992 roku i zamieszkali w Los Angeles. Mają czwórkę dzieci: Stephena (ur. 1992), Benjamina MacLean (ur. 1994), Isabel Irę Ashley (ur. 1997) i Ellę Corinne (ur. 2000). Jej szwagierką jest Shirley MacLaine, z którą zagrała w komedii Pocztówki znad krawędzi (Postcards from the Edge, 1990).

## Filmografia
- Polowanie na Claude’a Dallasa (Manhunt for Claude Dallas, 1986) jako Ann Tillman
- Na łonie natury (The Great Outdoors, 1988) jako Kate Craig
- Zakładniczka (Hostage, 1988) jako Jill
- Valmont (1989) jako markiza de Merteuil
- Pocztówki znad krawędzi (Postcards from the Edge, 1990) jako Evelyn Ames
- Naciągacze (The Grifters, 1990) jako Myra Langtry
- Bugsy (1991) jako Virginia Hill
- Czarna lista Hollywood (Guilty by Suspicion, 1991) jako Ruth Merrill
- Odnaleźć siebie (Regarding Henry, 1991) jako Sarah Turner
- Przygoda miłosna (Love Affair, 1994) jako Terry McKay
- Ryszard III (Richard III, 1995) jako królowa Elżbieta
- Prezydent: Miłość w Białym Domu[2] (1995) jako Sydney Ellen Wade
- Marsjanie atakują! (Mars Attacks!, 1996) jako Barbara Land
- Stan oblężenia (The Siege, 1998) jako Elise Kraft/Sharon Bridger
- American Beauty (1999) jako Carolyn Burnham
- W moich snach (In Dreams, 1999) jako Claire Cooper
- Z księżyca spadłeś? (What Planet Are You From?, 2000) jako Susan Hart-Anderson
- Liberty’s Kids: Est. 1776 (2002–2003) jako Abigail Adams (głos)
- Bezprawie (Open Range, 2003) jako Sue
- Julia (Being Julia, 2004) jako Julia Lambert
- Pani Harris (Mrs. Harris, 2005) jako Jean Harris
- Biegając z nożyczkami (Running with Scissors, 2006) jako Deirdre Burroughs
- Kobiety (The Women, 2008) jako Sylvia Fowler
- Mother and Child (2009) jako Karen
- Wszystko w porządku (The Kids Are All Right, 2010) jako Nic
- Ruby Sparks (2012) jako Gertrude Weir-Fields
- The Face of Love (2013) jako Nikki
- The Search (2014) jako Helen
- Danny Collins (2015) jako Mary Sinclair
- Kobiety i XX wiek (20th Century Women, 2016) jako Dorothea Fields
- Zasady nie obowiązują (Rules Don’t Apply, 2016) jako Lucy Mabrey
- Gwiazdy nie umierają w Liverpoolu[3] (2017) jako Gloria Grahame
- The Seagull (2018) jako Irina
- To właśnie życie (2018) jako Cait Morris
- Kapitan Marvel (2019) jako Wendy Lawson
- Co przeniesie jutro (Hope Gap, 2019) jako Grace[4]
- Nyad (2023) jako Diana Nyad

## Nagrody
- Złoty Glob
  - Najlepsza aktorka w filmie komediowym lub musicalu: 2010 Wszystko w porządku
  - 2004 Julia
- Nagroda BAFTA Najlepsza aktorka pierwszoplanowa: 1999 American Beauty
- Nagroda Gildii Aktorów Ekranowych
  - Najlepsza aktorka pierwszoplanowa: 1999 American Beauty
  - Najlepsza obsada filmowa: 1999 American Beauty